# ミシェル・ロティート
ミシェル・ロティート（仏: Michel Lotito、1950年6月16日 - 2006年4月17日）は、フランスのイゼール県グルノーブル出身の異食症の人物。ロティートは金属やガラスなど、人間の消化器官では消化不可能な物質を内臓損傷や疾病を起こすことなく嚥下し、また排泄できる特異体質を有しており、家具や機械などを細かく分解してから飲み込むパフォーマンスを披露して、人々から「Monsieur Mangetout」「Mr. Eat-All」（ミスター・完食）と呼ばれていた。

## 人物

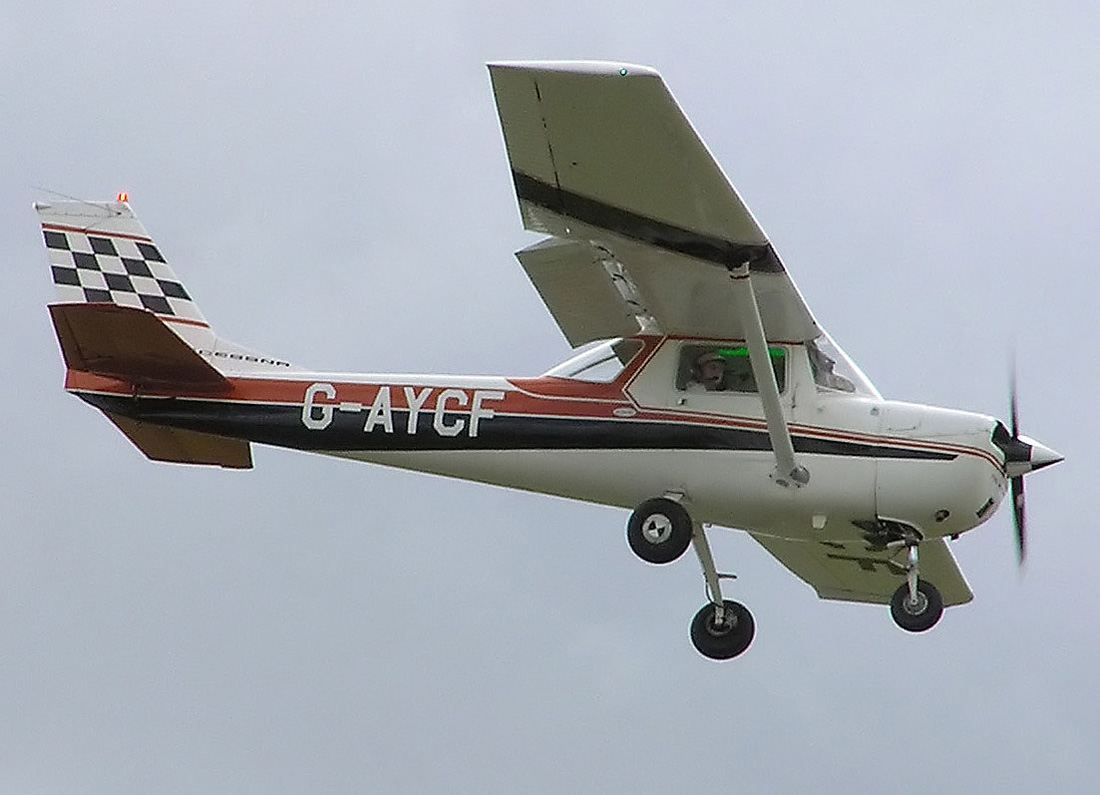
ロティートが2年かけて「完食」したセスナ-150型

彼の異食対象は、皮革や土のみならず、金属、ガラスにまで及んでいた。摂食対象を細かく分解し、鉱油や水とともに飲み込むという手法で、自転車、ショッピングカート、テレビ、バイク、そして2年間をかけて小型軽飛行機のセスナ-150型さえ完食した 。
9歳の時点でガラス製のコップを食べ始め、16歳からは人前で変わったものを口にするようになった。セスナ機は28歳から30歳になるまでの2年で完食した。ロティートは異常な物を食べる際、いつもその一部分にかじりつくような写真を人々に見せた。「何かを食べて病気にかかったことはない」と本人は言い遺している。訪日経験もあり、そのときは自転車を1台全て完食した。
食事をするとき鉱油をまるでワインのように飲みながら、一日にだいたい1kgほどを流し込むという手法で様々なものを完食した。9歳から47歳にかけて，ロティートは「金属を合計9トン近く食べきった」という推計がある。なお、生前に「金属が胃にあるときはバナナとゆで卵だけは苦手で食べられないんだ。やわらかすぎて胸焼けするし、痛いのは嫌だからね。」と語っている。
フランス国外のテレビ番組で紹介された際、スーパーマーケットの肉売り場には見向きもせず、工具コーナーでネジや電球をまるで食材を選ぶようにカゴに入れた。妻がフォーク片手にサラダを食べるように、ロティートは同じくハンマー片手に電球やグラスを歯で砕きながら「うーん…、とても美味しい」と感想を述べた。ロティートの妻はとても心配そうな目で彼を見つめながら食事をしていたものの「彼の生き方だけは尊重している」と言い、キスを交わし手を握りながら食事をしていた。同番組内では自転車の車輪のポールを20分で食べ、42分でゴムタイヤを含むリム1輪分の部品を完食した。
晩年10年間は公の場から退き、異食もやめていた。2007年6月25日、彼は消化器の疾病や大きな持病を抱えることなく、57歳でこの世を去った。遺体は生まれ故郷であるグルノーブルに埋葬された。

## 体質
通常の人間であれば鋭利なガラスや金属片を食べると、口腔のみならず、食道、胃腸や肛門などの、消化器官が傷つき、最悪命に係わる事態となる。たとえ無事でもそれらを消化することはできないので金属片やガラス片も消化器内（特に胃の中）に残留してゆく。ロティートはそれらを食事して排泄するために細かくしてから噛み砕き、鉱油と大量の水を飲み続けながら飲み込む一連の流れを何ら問題なくこなしている。
このメカニズムについては専門医によるX線撮影などにより、食道や胃の蠕動運動において鉱油が潤滑油の役割を果たし喉を通りやすくなっていること、そして消化器の粘膜が常人よりも頑丈であり、胃液がとても強力なことも判明している。異食症でありながら通常の人間のようにガラスや金属を口にしても胃粘膜を傷つけない要因の一つと考えられている。しかし未だ完全な解明はなされていない。

## 彼が完食した「食べ物ではないもの」の一覧
これらは出典や映像での確認がとれるものなので、あくまで一部である。革、ゴム製品なども小さくしてから彼は食べているが正確な記録は残っていない為、記載していない。
「野菜のサラダと共にネジや電球を食べることは、あなたたちがローストビーフを食べるようなものです。」とロティートは語っている。自転車の部品ではチェーンが一番美味しいとのこと。
| 食べた「もの」           | 数       |
| ------------------------ | -------- |
| 自転車                   | 18台以上 |
| オートバイ               | ？台     |
| ショッピング・カート     | 15台     |
| ブラウン管テレビ         | 7台      |
| シャンデリア             | 6基      |
| ベッド                   | 2台      |
| スキー板（一人分）       | 1台      |
| セスナ-150型             | 1機      |
| コンピュータ             | 1台      |
| 棺桶（木製、持ち手付き） | 1棺      |
| 真鍮製の銘板             | 1枚      |
| 鉄の鎖                   | 0.5km    |
| エッフェル塔の欠片       | 1つ      |
| ガラスコップ             | 大量     |
| 電球                     | 大量     |
| ネジやボルト             | 大量     |
| カミソリの刃             | 大量     |
| 鉱油                     | 大量     |
| 金属類（合計）           | 9t       |

## 受賞歴
- 「世界で最も奇妙な食事をした男」（ギネス世界記録）、1997年受賞[3][5]。ロティートの異常なまでの能力を称えた真鍮製の銘板が授与されたが、ロティートはそれすらも完食した[3]。